# Eerste klasse 1988-89 (voetbal België)
Het seizoen 1988/89 van de Belgische Eerste Klasse ging van start in de zomer van 1988 en eindigde in de lente van 1989. KV Mechelen werd landskampioen, 40 jaar na de vorige titel van de club.

## Gepromoveerde teams
Deze teams waren gepromoveerd uit de Tweede Klasse voor de start van het seizoen:
- KRC Mechelen (kampioen in Tweede)
- K. Lierse SK (eindrondewinnaar)

## Degraderende teams
Deze teams degradeerden naar Tweede Klasse op het eind van het seizoen:
- RWD Molenbeek
- KRC Genk

## Titelstrijd
KV Mechelen werd landskampioen met een ruime voorsprong van vier punten op de tweede, RSC Anderlecht. De andere clubs volgden op nog ruimere achterstand.

## Europese strijd
KV Mechelen was als landskampioen geplaatst voor de Europacup voor Landskampioenen van het volgend seizoen. Als bekerwinnaar plaatst de tweede, RSC Anderlecht, zich voor de Europese Beker voor Bekerwinnaars. De volgende drie clubs uit de eindstand, RFC Liégeois, Club Brugge en Antwerp FC plaatsten zich voor UEFA Cup.

## Degradatiestrijd
KRC Genk eindigde afgetekend laatste en degradeerde. RWDM strandde op de voorlaatste plaats, op slechts één punt de 16de plaats, en zakte ook..

## Eindstand
|         |    |                      | P  | W  | G  | V  | +  | -  | DS  | Ptn |
| ------- | -- | -------------------- | -- | -- | -- | -- | -- | -- | --- | --- |
| K       | 1  | KV Mechelen          | 34 | 25 | 7  | 2  | 64 | 20 | 44  | 57  |
| (beker) | 2  | RSC Anderlecht       | 34 | 22 | 9  | 3  | 83 | 36 | 47  | 53  |
| (UEFA)  | 3  | RFC Liégeois         | 34 | 17 | 12 | 5  | 64 | 22 | 42  | 46  |
| (UEFA)  | 4  | Club Brugge KV       | 34 | 17 | 9  | 8  | 67 | 44 | 23  | 43  |
| (UEFA)  | 5  | R. Antwerp FC        | 34 | 16 | 10 | 8  | 62 | 39 | 23  | 42  |
|         | 6  | R. Standard de Liège | 34 | 14 | 8  | 12 | 46 | 43 | 3   | 36  |
|         | 7  | K. Sint-Truidense VV | 34 | 12 | 11 | 11 | 39 | 44 | −5  | 35  |
|         | 8  | KV Kortrijk          | 34 | 9  | 17 | 8  | 53 | 44 | 9   | 35  |
|         | 9  | KSV Waregem          | 34 | 11 | 8  | 15 | 48 | 52 | −4  | 30  |
|         | 10 | K. Lierse SK         | 34 | 10 | 9  | 15 | 29 | 46 | −17 | 29  |
|         | 11 | R. Charleroi SC      | 34 | 6  | 17 | 11 | 31 | 49 | −18 | 29  |
|         | 12 | KSK Beveren          | 34 | 10 | 8  | 16 | 40 | 51 | −11 | 28  |
|         | 13 | KRC Mechelen         | 34 | 10 | 8  | 16 | 37 | 55 | −18 | 28  |
|         | 14 | KSC Lokeren          | 34 | 9  | 10 | 15 | 44 | 57 | −13 | 28  |
|         | 15 | Cercle Brugge KSV    | 34 | 10 | 7  | 17 | 41 | 54 | −13 | 27  |
|         | 16 | K. Beerschot VAV     | 34 | 8  | 10 | 16 | 41 | 63 | −22 | 26  |
| D       | 17 | RWD Molenbeek        | 34 | 10 | 5  | 19 | 36 | 59 | −23 | 25  |
| D       | 18 | KRC Genk             | 34 | 2  | 11 | 21 | 20 | 67 | −47 | 15  |

P: wedstrijden gespeeld, W: wedstrijden gewonnen, G: gelijke spelen, V: wedstrijden verloren, +: gescoorde doelpunten, -: doelpunten tegen, DS: doelsaldo, Ptn: totaal punten
K: kampioen, D: degradeert, (beker): bekerwinnaar, (UEFA): geplaatst voor UEFA-beker

## Topscorers
De Australiër Edi Krnčević van RSC Anderlecht werd topschutter met 23 doelpunten.
1895/96 · 1896/97 · 1897/98 · 1898/99 · 1899/00 · 1900/01 · 1901/02 · 1902/03 · 1903/04 · 1904/05 · 1905/06 · 1906/07 · 1907/08 · 1908/09 · 1909/10 · 1910/11 · 1911/12 · 1912/13 · 1913/14 · 1914/15 · 1915/16 · 1916/17 · 1917/18 · 1918/19 · 
1919/20 · 1920/21 · 1921/22 · 1922/23 · 1923/24 · 1924/25 · 1925/26 · 1926/27 · 1927/28 · 1928/29 · 1929/30 · 1930/31 · 1931/32 · 1932/33 · 1933/34 · 1934/35 · 1935/36 · 1936/37 · 1937/38 · 1938/39 · 1939/40 · 1940/41 · 1941/42 · 1942/43 · 1943/44 · 1944/45 · 1945/46 · 1946/47 · 1947/48 · 1948/49 · 1949/50 · 1950/51 · 1951/52 · 1952/53 · 1953/54 · 1954/55 · 1955/56 · 1956/57 · 1957/58 · 1958/59 · 1959/60 · 1960/61 · 1961/62 · 1962/63 · 1963/64 · 1964/65 · 1965/66 · 1966/67 · 1967/68 · 1968/69 · 1969/70 · 1970/71 · 1971/72 · 1972/73 · 1973/74 · 1974/75 · 1975/76 · 1976/77 · 1977/78 · 1978/79 · 1979/80 · 1980/81 · 1981/82 · 1982/83 · 1983/84 · 1984/85 · 1985/86 · 1986/87 · 1987/88 · 1988/89 · 1989/90 · 1990/91 · 1991/92 · 1992/93 · 1993/94 · 1994/95 · 1995/96 · 1996/97 · 1997/98 · 1998/99 · 1999/00 · 2000/01 · 2001/02 · 2002/03 · 2003/04 · 2004/05 · 2005/06 · 2006/07 · 2007/08 · 2008/09 · 2009/10 · 2010/11 · 2011/12 · 2012/13 · 2013/14 · 2014/15 · 2015/16 · 2016/17 · 2017/18 · 2018/19 · 2019/20 · 2020/21· 2021/22 · 2022/23 · 2023/24 · 2024/25